# The Colbert Report

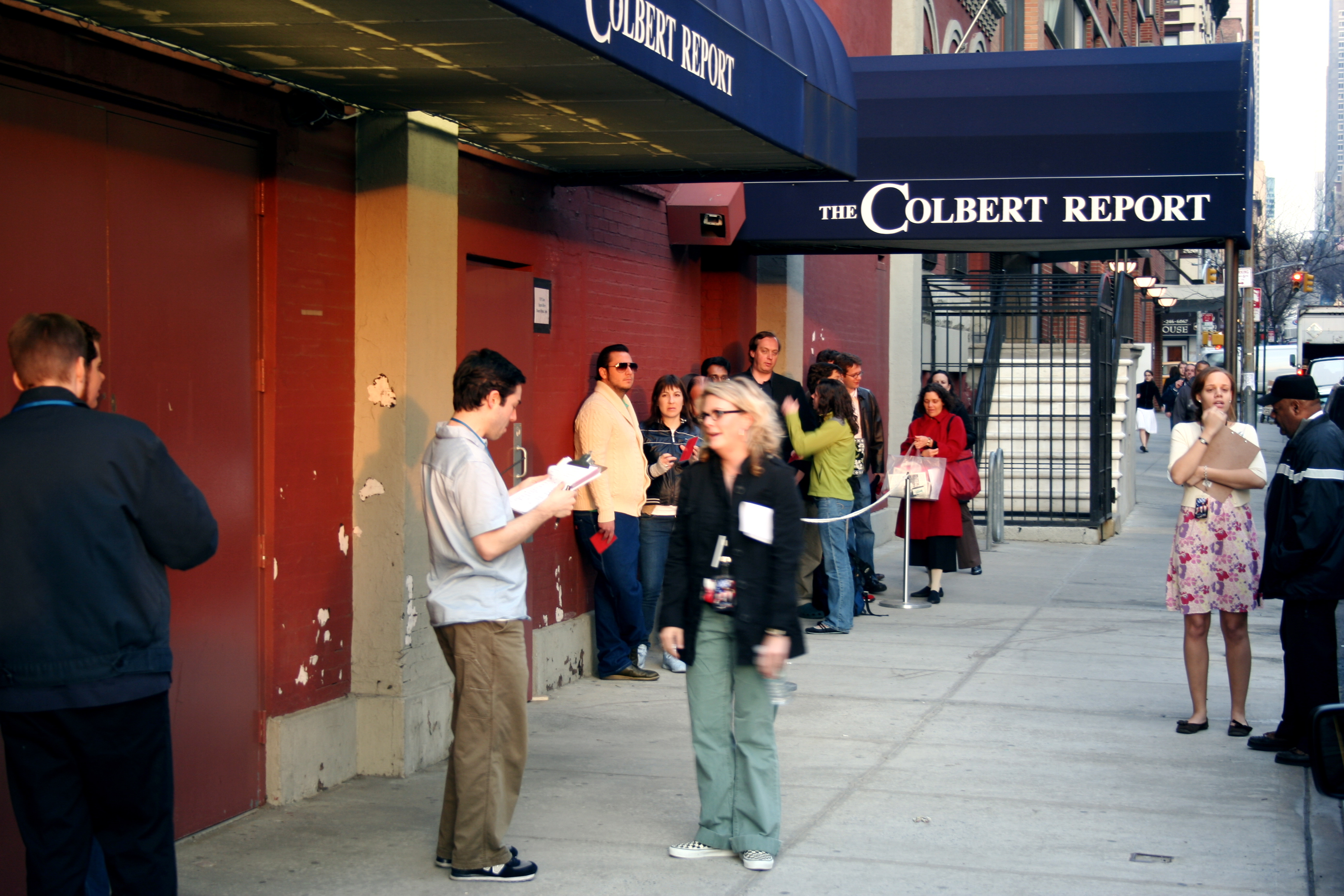
Folk i kö utanför "The Colbert Report"-studion.

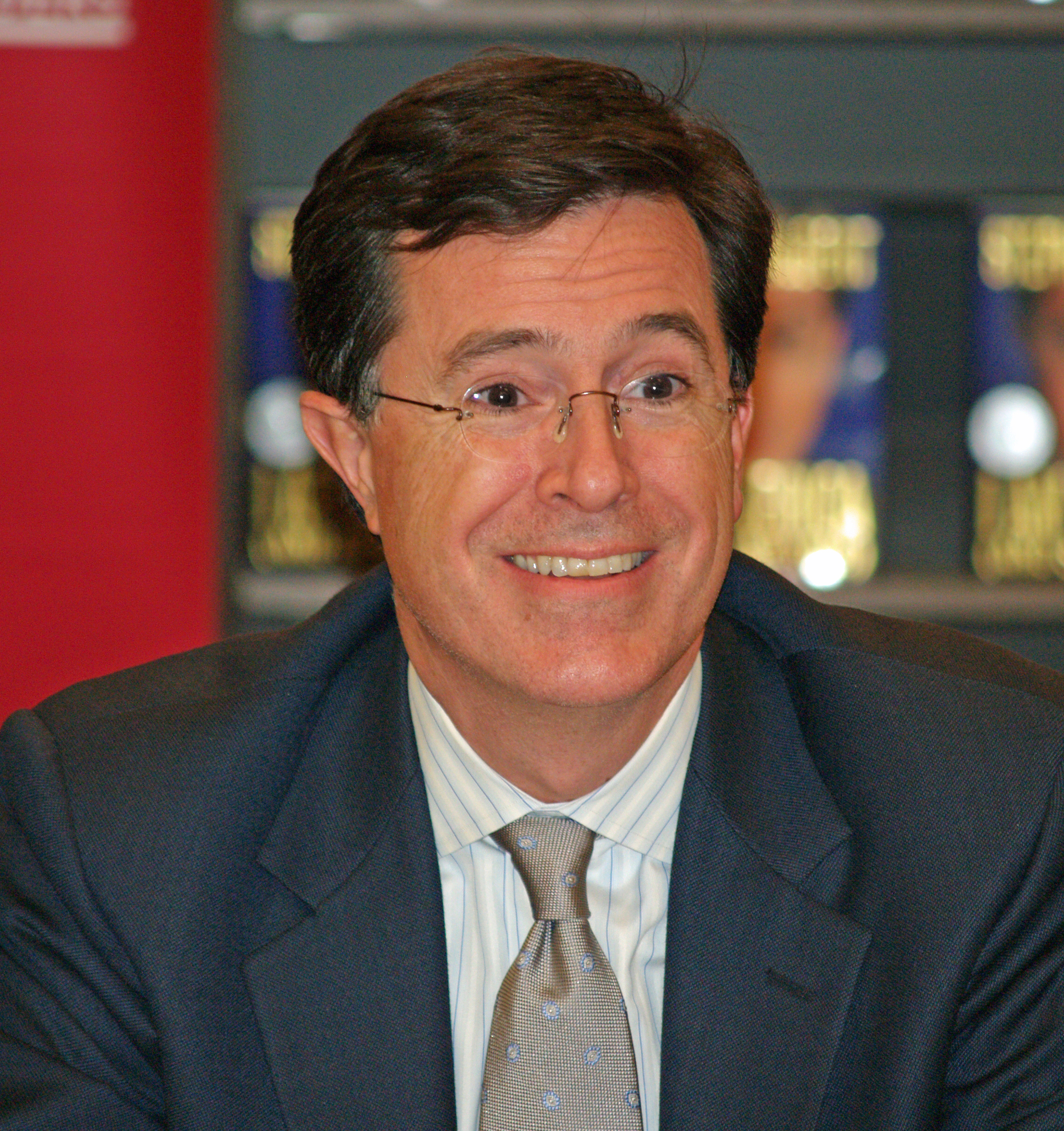
Stephen Colbert

The Colbert Report (IPA: /koʊlbɛɹ ɹəpɔɹ/) var ett amerikanskt TV-program som sändes på kanalen Comedy Central från oktober 2005 till 18 december 2014. Programledare var Stephen Colbert, som tidigare medverkade i The Daily Show. Colbert (ej karaktären) kom senare att ta över The Late Show på CBS efter David Letterman. 
Programmet drev med amerikanska nyhetskommenterande program, som exempelvis Bill O'Reillys talkshow The O'Reilly Factor. Colberts karaktär (till skillnad från Stephen Colbert i verkligheten) är tydligt högervriden, likt många av programledarna i de TV-shower han parodierar. I många avsnitt ingick också ett inslag, som kallas The Wørd, i vilket Colbert definierar och pratar om ett specifikt ord.
I det första avsnittet av The Colbert Report handlade The Wørd om ordet Truthiness och Colbert pratade då om hur den amerikanska regeringen hade lyckats invadera Irak baserat på det falska påståendet att landet hade massförstörelsevapen. Tidningen The New York Times inkluderade senare ordet Truthiness ibland nio andra ord i 2006 års zeitgeist. I ett senare avsnitt handlar inslaget The Wørd om ordet Wikiality där Colbert anklagar Wikipedia för att "låta människor rösta fram vad som är fakta".

## C.O.L.B.E.R.T.
I avsnittet den 3 mars 2009 lyckades programledaren få tittarna att föreslå namnet Colbert i NASAs omröstning om namn på servicemodulen Tranquility ombord den Internationella rymdstationen ISS. Förslaget stöddes av så många att det vann. Eftersom omröstningen bara hade haft status av rådande och NASA i princip aldrig väljer namn efter levande personer, valdes dock namnet Tranquility efter Apollo 11 som landade i Sea of Tranquility (Stillhetens hav) på månen.

Combined Operational Load Bearing External Resistance Treadmill, eller C.O.L.B.E.R.T. är en träningsmaskin för löpning, ombord på ISS installerad i september 2009 med STS-128 av bland andra Christer Fuglesang.